# Exechia unicolor
Exechia unicolor är en tvåvingeart som beskrevs av Van Duzee 1928. Exechia unicolor ingår i släktet Exechia och familjen svampmyggor.
Artens utbredningsområde är Alaska. Inga underarter finns listade i Catalogue of Life.